# Künsten
Künsten ist eine  kleine Ortslage im Oberen Murtal in Steiermark und gehört zu den Gemeinden Krakau und Schöder im Bezirk Murau.

## Geographie
Die Gegend Künsten befindet sich im hintersten Katschtal, taleinwärts 3½ Kilometer westlich von Schöder, bis kurz vor Krakaudorf, das schon im Tal der Ranten liegt.
Die Streusiedlung liegt auf um die 930–1100 m Höhe entlang des mittleren Schöderbachs und seinen Zubringer, dem Künstenbach. Diese beiden Bäche folgen hier dem Zug des Murparalleltals, das das Murtal nördlich begleitet. Nördlich erheben sich das Massiv des Schöderkogels (2500 m ü. A.) mit der Vorlage Schöderberg, und das des Rupprechtsecks (2591 m ü. A.) mit dem Dorfer Berg, zwei Seitenkämme der Niederen Tauern. Südlich befindet sich der Staberkogel (Freiberg, 1468 m ü. A.), der schon ein Vorberg der Stolzalpe der Murberge ist.
Die Ortslage umfasst nur etwa ein Dutzend Adressen, gutteils in Krakau. Die Grenze der beiden Ortsteile ist am oberen Schöderbach (Schödergraben), der von Norden ins Tal kommt. Einige Häuser liegen auch schon am Künstenbach-Nebengerinne Schlögelbach vom Staberkogel.
Durch die Künsten verläuft die Künstenstraße Krakau – Schöder. Sie führt südlich vom Kalvarienberg über die Einsattelung am Krakaudorfer Maibühel.
| Dorfer Hütten (Gem. Krakau)                      | Schaflechnerhütte (Gem. Krakau)             | Schöderberg (Gem. Schöder) |
| Scharnigl (Gem. Krakau) Krakaudorf (Gem. Krakau) | Kompassrose, die auf Nachbargemeinden zeigt | Schöder (Gem. Schöder)     |
| Pirkfeld (Gem. Krakau)                           | Staberkogel Hinterberg (Gem. Ranten)        | Freiberg (Gem. Ranten)     |

## Geschichte und Sehenswürdigkeiten
Die Ortslage ist schon 1320 als in den Chiensen urkundlich. Ein Gehöft findet sich 1427 (in der Chienssen) und 1526 (im Liechtensteiner Robotbuch) genannt. Hutter leitet den Ortsnamen von slawisch konec/koncen ‚am Ende‘ ab und fügt „beider Dörfer“ bei  – damit wären die Krakaudorfer-Künsten und die Schöder-Künsten von alters her als eigene Ortslagen betrachtet werden. Eine ältere Schreibung ist auch Günsten (wie sich in der amtlichen Form ‚Günstner‘ Wasserfall erhalten hat).
Der Günstner Wasserfall am Eingang des Schödergrabens ist mit 65 m Fallhöhe der höchste Wasserfall der Steiermark. Der touristische Zugangsweg wurde schon 1906 errichtet, und 1930/31, 1954/55 und 1994 generalsaniert.

## Nachweise
1. 1 2 3 4  Franz Hutter: Hauptpfarre und Gericht zu Ranten bei Murau. In: Zeitschrift des Historisches Vereines für Steiermark, Jahrgang 38 (1947), Kammersberg, S. 80  (Artikel S. 71–93, pdf, historischerverein-stmk.at).
2. ↑  Hans Pirchegger: Landesfürst und Adel in Steiermark während des Mittelalters. 3. Teil (= Forschungen zur Verfassungs- und Verwaltungsgeschichte der Steiermark. Band 16), Historische Landeskommission für Steiermark, Graz, 1958, S. 8 resp. 153.
3. ↑  Oder aber vielleicht als „Ende des Katschtals“.